# Klondike

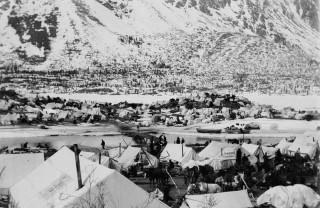
Osiedle nad rzeką Klondike podczas gorączki złota

Klondike – rzeka w Jukonie w zachodniej Kanadzie. Jej nazwa została trwale związana z odkryciem złota w okolicach Dawson City w sierpniu 1896 (gorączka złota nad Klondike).

## W kulturze
W komiksach i filmach ze Sknerusem McKwaczem opowiada się, że stał się bogaty po tym, jak znalazł złoto na działce w Klondike, którą kupił za niewielkie pieniądze. Nie ono jednak uczyniło go najbogatszym kaczorem na świecie, ale inwestycje, których dzięki niemu dokonał.